# Enchaînement (musculation)
L'enchaînement (angl. superset) est une technique de musculation où le pratiquant effectue deux séries (ou plus) à la suite, sans se reposer. Cette approche accélère (et donc raccourcit) la séance, augmente son intensité et introduit un élément cardiovasculaire. La pratique habituelle est de jumeler des mouvements travaillant deux muscles opposés, même s'il est également possible de cibler le même groupe musculaire avec deux exercices différents.  
Comme montre le tableau d'exemples, on pourrait enchaîner le développé couché (travaillant les pectoraux) et des tirages (action de ramer travaillant le dos) ou jumeler des flexions (biceps) et l'extension du triceps:
| Groupe musculaire | Mouvement             | Groupe musculaire | Mouvement             |
| ----------------- | --------------------- | ----------------- | --------------------- |
| Pectoraux         | Développé couché      | Dos               | Ramer                 |
| Pectoraux         | Pompes                | Dos               | Traction à la barre   |
| Triceps           | Double-barres         | Biceps            | Traction (prise sup.) |
| Triceps           | Extension à la poulie | Biceps            | Flexion               |
| Cuisses           | Presse à cuisses      | Arrière-cuisses   | Leg curl              |
| Abdos             | Enroulé/crunch        | Bas du dos        | Relevé du dos         |